# 第38回社会人野球日本選手権大会予選
第38回社会人野球日本選手権大会予選は、第38回社会人野球日本選手権大会の出場チームを決定するために行われた予選および各種大会の結果をまとめたものである。

## 第83回都市対抗野球大会
優勝したJX-ENEOSが四国大会優勝で既に出場権を得ているため、関東の予選からの出場枠が1増枠となった。

## 第37回全日本クラブ野球選手権大会
- 1回戦

東北マークス　4－1　鹿児島ドリームウェーブ
所沢グリーンベースボールクラブ　7－3　山口きららマウントG
滋賀・高島ベースボールクラブ　4－0　TFUクラブ
ビッグメンバーズクラブ　5－2　Hard Ball Club金沢
和歌山箕島球友会　7－0　ゴールデンリバース
WEEDしらおい　2－1　マルユウベースボールクラブ湘南
富山ベースボールクラブ　6－5　浜松ケイ・スポーツB.C
全足利クラブ　2－1　水沢駒形野球倶楽部
- 2回戦

所沢グリーンベースボールクラブ　6－4　東北マークス
滋賀・高島ベースボールクラブ　8－2　ビッグメンバーズクラブ
和歌山箕島球友会　1－0　WEEDしらおい
全足利クラブ　9－2　富山ベースボールクラブ
- 準決勝

滋賀・高島ベースボールクラブ　8－1　所沢グリーンベースボールクラブ
和歌山箕島球友会　4－3　全足利クラブ
- 決勝

滋賀・高島ベースボールクラブ　2x－1　和歌山箕島球友会　（延長10回）
滋賀・高島ベースボールクラブが本戦出場

## 日本選手権対象大会

### 第67回JABA東京スポニチ大会
- 予選リーグAブロック

第1戦　かずさマジック　10－8　JR東日本
第2戦　NTT西日本　4－0　東海REX
第3戦　東海REX　5－3　JR東日本
第4戦　かずさマジック　4－0　NTT西日本
第5戦　NTT西日本　5－3　JR東日本
第6戦　かずさマジック　5－4　東海REX
- 予選リーグBブロック

第1戦　日本通運　6－4　三菱重工横浜
第2戦　JR九州　3－2　鷺宮製作所
第3戦　日本通運　3－1　鷺宮製作所
第4戦　三菱重工横浜　1－0　JR九州
第5戦　JR九州　6－2　日本通運
第6戦　三菱重工横浜　5－4　鷺宮製作所
- 予選リーグCブロック

第1戦　三菱重工名古屋　5－4　セガサミー
第2戦　日本新薬　2－0　JX-ENEOS
第3戦　三菱重工名古屋　4－1　日本新薬
第4戦　JX-ENEOS　9－7　セガサミー
第5戦　三菱重工名古屋　4－1　JX-ENEOS
第6戦　日本新薬　5－3　セガサミー
- 予選リーグDブロック

第1戦　富士重工業　1－0　NTT東日本
第2戦　JFE東日本　5－0　JR東日本東北
第3戦　JFE東日本　5－4　NTT東日本
第4戦　JR東日本東北　3－2　富士重工業
第5戦　JFE東日本　4－1　富士重工業
第6戦　NTT東日本　4－2　JR東日本東北
- 準決勝

日本通運　4－2　かずさマジック
JFE東日本　3－0　三菱重工名古屋
- 決勝

JFE東日本　3－2　日本通運
JFE東日本が本戦出場

### 第59回JABA静岡大会
- 予選リーグAブロック

第1戦　ジェイプロジェクト　1－0　ヤマハ
第2戦　沖縄電力　2－1　日本通運
第3戦　ヤマハ　5－4　沖縄電力
第4戦　ジェイプロジェクト　7－1　日本通運
第5戦　沖縄電力　3－0　ジェイプロジェクト
第6戦　ヤマハ　2－0　日本通運
- 予選リーグBブロック

第1戦　東海REX　4－3　三菱自動車岡崎
第2戦　パナソニック　3－1　東京ガス
第3戦　東京ガス　2－0　三菱自動車岡崎
第4戦　パナソニック　8－3　東海REX
第5戦　東海REX　8－5　東京ガス
第6戦　パナソニック　9－0　三菱自動車岡崎
- 予選リーグCブロック

第1戦　トヨタ自動車　2－1　フェデックス
第2戦　東芝　6－0　フェデックス
第3戦　トヨタ自動車　3－2　東邦ガス
第4戦　東芝　6－0　フェデックス
第5戦　東邦ガス　3－1　東芝
第6戦　トヨタ自動車　4－2　東芝
- 予選リーグDブロック

第1戦　日本製紙石巻　6－5　JR東海
第2戦　日立製作所　7－5　Honda鈴鹿
第3戦　Honda鈴鹿　10－1　JR東海
第4戦　JR東海　2－1　日立製作所
第5戦　Honda鈴鹿　3－2　日本製紙石巻
第6戦　日立製作所　4－0　日本製紙石巻
- 準決勝

トヨタ自動車　2－1　ヤマハ
日立製作所　4－3　パナソニック
- 決勝

トヨタ自動車　4－2　日立製作所
トヨタ自動車が本戦出場

### 第41回JABA四国大会
- 予選リーグAブロック

第1戦　JR四国　5－0　ワイテック
第2戦　JX-ENEOS　3－2　三菱重工長崎
第3戦　三菱重工長崎　3－2　JR四国
第4戦　JX-ENEOS　11－1　ワイテック
第5戦　三菱重工長崎　1－0　ワイテック
第6戦　JX-ENEOS　6－1　JR四国
- 予選リーグBブロック

第1戦　王子製紙　3－1　四国銀行
第2戦　NTT西日本　15－1　ツネイシ
第3戦　NTT西日本　5－2　四国銀行
第4戦　王子製紙　8－0　ツネイシ
第5戦　ツネイシ　2－1　四国銀行
第6戦　王子製紙　2－1　NTT西日本
- 予選リーグCブロック

第1戦　三菱重工広島　5－4　NTT東日本
第2戦　JR九州　10－3　日本新薬
第3戦　JR九州　3－1　三菱重工広島
第4戦　NTT東日本　6－0　日本新薬
第5戦　三菱重工広島　3－1　日本新薬
第6戦　JR九州　1－0　NTT東日本
- 準決勝

JX-ENEOS　8－0　王子製紙
NTT西日本　5－2　JR九州
- 決勝

JX-ENEOS　2－1　NTT西日本
JX-ENEOSが本戦出場

### 第35回JABA日立市長杯争奪大会
- 予選リーグAブロック

第1戦　日立製作所　2－0　沖データ・コンピュータ教育学院
第2戦　明治安田生命　1－0　JR東日本東北
第3戦　JR東日本東北　4－3　日立製作所
第4戦　明治安田生命　3－2　沖データ・コンピュータ教育学院
第5戦　日立製作所　10－1　明治安田生命
第6戦　JR東日本東北　5－0　沖データ・コンピュータ教育学院
- 予選リーグBブロック

第1戦　東芝　3－2　三菱重工神戸
第2戦　東京ガス　5－1　ジェイプロジェクト
第3戦　三菱重工神戸　6－1　ジェイプロジェクト
第4戦　東芝　4－1　東京ガス
第5戦　東芝　3－1　ジェイプロジェクト
第6戦　東京ガス　2－0　三菱重工神戸
- 予選リーグCブロック

第1戦　Honda　8－4　きらやか銀行
第2戦　東海理化　5－1　住友金属鹿島
第3戦　東海理化　5－3　きらやか銀行
第4戦　Honda　3－1　住友金属鹿島
第5戦　住友金属鹿島　2－1　きらやか銀行
第6戦　Honda　4－1　東海理化
- 準決勝

Honda　7－2　JR東日本東北
日立製作所　5－4　東芝
- 決勝

Honda　7－5　日立製作所
Hondaが本戦出場

### 第55回JABA岡山大会
- 予選リーグAブロック

第1戦　西濃運輸　1－0　三菱自動車倉敷オーシャンズ
第2戦　Honda熊本　7－1　三菱重工三原
第3戦　三菱自動車倉敷オーシャンズ　1－0　Honda熊本
第4戦　西濃運輸　9－1　三菱重工三原
第5戦　三菱自動車倉敷オーシャンズ　6－0　三菱重工三原
第6戦　西濃運輸　6－0　Honda熊本
- 予選リーグBブロック

第1戦　JFE西日本　9－3　航空自衛隊千歳
第2戦　三菱重工名古屋　5－3　新日鉄広畑
第3戦　JFE西日本　9－5　新日鉄広畑
第4戦　三菱重工名古屋　8－1　航空自衛隊千歳
第5戦　JFE西日本　3－2　三菱重工名古屋
第6戦　航空自衛隊千歳　4－3　新日鉄広畑
- 予選リーグCブロック

第1戦　九州三菱自動車　2－0　日本生命
第2戦　三菱重工広島　5－1　シティライト岡山
第3戦　日本生命　11－1　三菱重工広島
第4戦　シティライト岡山　2－1　九州三菱自動車
第5戦　日本生命　9－4　シティライト岡山
第6戦　九州三菱自動車　4－3　三菱自動車広島
- 予選リーグDブロック

第1戦　伯和ビクトリーズ　6－5　JR四国
第2戦　JFE東日本　5－2　ニチダイ
第3戦　JFE東日本　3－2　伯和ビクトリーズ
第4戦　ニチダイ　2－1　JR四国
第5戦　伯和ビクトリーズ　3－2　ニチダイ
第6戦　JFE東日本　3－1　JR四国
- 準決勝

JFE西日本　3－2　西濃運輸
JFE東日本　2－1　九州三菱自動車
- 決勝

JFE西日本　3－0　JFE東日本
JFE西日本が本戦出場

### 第54回JABA長野県知事旗争奪大会
- 予選リーグAブロック

第1戦　かずさマジック　2－1　トヨタ自動車
第2戦　信越硬式野球クラブ　8－5　七十七銀行
第3戦　トヨタ自動車　8－0　信越硬式野球クラブ
第4戦　七十七銀行　3－2　かずさマジック
第5戦　七十七銀行　2－0　トヨタ自動車
第6戦　かずさマジック　3－2　信越硬式野球クラブ
- 予選リーグBブロック

第1戦　JR東日本　3－0　バイタルネット
第2戦　Honda鈴鹿　7－0　フェデックス
第3戦　JR東日本　8－1　Honda鈴鹿
第4戦　バイタルネット　1－0　フェデックス
第5戦　JR東日本　1－0　フェデックス
第6戦　Honda鈴鹿　5－4　バイタルネット
- 予選リーグCブロック

第1戦　大阪ガス　3－0　伏木海陸運送
第2戦　三菱重工横浜　4－0　東邦ガス
第3戦　大阪ガス　4－0　三菱重工横浜
第4戦　東邦ガス　4－2　伏木海陸運送
第5戦　東邦ガス　5－0　大阪ガス
第6戦　三菱重工横浜　3－0　伏木海陸運送
- 準決勝

JR東日本　1－0　七十七銀行
東邦ガス　5－1　三菱重工横浜
- 決勝

東邦ガス　3－2　JR東日本
東邦ガスが本戦出場

### 第63回JABA京都大会
- 予選リーグAブロック

第1戦　ニチダイ　5－2　シティライト岡山
第2戦　パナソニック　9－5　NTT東日本
第3戦　NTT東日本　4－1　ニチダイ
第4戦　パナソニック　4－2　シティライト岡山
第5戦　パナソニック　8－1　ニチダイ
第6戦　NTT東日本　5－1　シティライト岡山
- 予選リーグBブロック

第1戦　ヤマハ　4－0　三菱重工神戸
第2戦　大阪ガス　2－0　セガサミー
第3戦　三菱重工神戸　7－1　セガサミー
第4戦　ヤマハ　4－3　大阪ガス
第5戦　大阪ガス　4－0　三菱重工神戸
第6戦　セガサミー　3－1　ヤマハ
- 予選リーグCブロック

第1戦　伯和ビクトリーズ　9－0　日本新薬
第2戦　日本生命　2－1　Honda
第3戦　Honda　5－0　日本新薬
第4戦　日本生命　7－4　伯和ビクトリーズ
第5戦　日本生命　6－3　日本新薬
第6戦　Honda　9－0　伯和ビクトリーズ
- 予選リーグDブロック

第1戦　新日鉄広畑　2－1　三菱自動車岡崎
第2戦　NTT西日本　6－1　宮崎梅田学園
第3戦　新日鉄広畑　9－0　宮崎梅田学園
第4戦　NTT西日本　2－1　三菱自動車岡崎
第5戦　NTT西日本　5－1　新日鉄広畑
第6戦　三菱自動車岡崎　7－0　宮崎梅田学園
- 準決勝

パナソニック　5－4　ヤマハ
NTT西日本　8－2　日本生命
- 決勝

NTT西日本　3－2　パナソニック
NTT西日本が本戦出場

### 第65回JABAベーブルース杯争奪大会
- 予選リーグAブロック

第1戦　かずさマジック　3－0　三菱重工名古屋
第2戦　王子製紙　4－0　伏木海陸運送
第3戦　王子製紙　4－2　三菱重工名古屋
第4戦　かずさマジック　3－0　伏木海陸運送
第5戦　かずさマジック　4－1　王子製紙
第6戦　三菱重工名古屋　4－1　伏木海陸運送
- 予選リーグBブロック

第1戦　西濃運輸　5－2　中日
第2戦　鷺宮製作所　1－0　TDK
第3戦　中日　3－2　鷺宮製作所
第4戦　西濃運輸　4－3　TDK
第5戦　中日　3－0　TDK
第6戦　西濃運輸　7－2　鷺宮製作所
- 予選リーグCブロック

第1戦　JFE西日本　2－0　東海REX
第2戦　大和高田クラブ　4－3　日立製作所
第3戦　大和高田クラブ　4－3　東海REX
第4戦　JFE西日本　2－1　日立製作所
第5戦　JFE西日本　8－1　大和高田クラブ
第6戦　東海REX　4－2　日立製作所
- 準決勝

西濃運輸　3－2　かずさマジック
王子製紙　4－0　JFE西日本
- 決勝

西濃運輸　3－1　王子製紙
西濃運輸が本戦出場

### 第65回JABA九州大会
- 予選リーグAブロック

第1戦　JR東海　5－2　東芝
第2戦　九州三菱自動車　4－2　三菱自動車倉敷オーシャンズ
第3戦　JR東海　8－0　三菱自動車倉敷オーシャンズ
第4戦　東芝　5－2　九州三菱自動車
第5戦　三菱自動車倉敷オーシャンズ　4－2　東芝
第6戦　JR東海　8－1　九州三菱自動車
- 予選リーグBブロック

第1戦　パナソニック　6－3　日本通運
第2戦　三菱重工長崎　3－1　新日鉄大分ベースボールクラブ
第3戦　三菱重工長崎　8－5　日本通運
第4戦　パナソニック　11－0　新日鉄大分ベースボールクラブ
第5戦　パナソニック　3－0　三菱重工長崎
第6戦　日本通運　11－1　新日鉄大分ベースボールクラブ
- 予選リーグCブロック

第1戦　東京ガス　8－4　日本生命
第2戦　JR九州　7－0　熊本ゴールデンラークス
第3戦　JR九州　6－1　東京ガス
第4戦　日本生命　10－3　熊本ゴールデンラークス
第5戦　JR九州　4－1　日本生命
第6戦　東京ガス　6－0　熊本ゴールデンラークス
- 予選リーグDブロック

第1戦　王子製紙　4－1　富士重工業
第2戦　Honda熊本　4－2　沖縄電力
第3戦　王子製紙　6－0　沖縄電力
第4戦　Honda熊本　3－2　富士重工業
第5戦　富士重工業　8－2　沖縄電力
第6戦　王子製紙　6－5　Honda熊本
- 準決勝

パナソニック　11－3　JR東海
JR九州　3－1　王子製紙
- 決勝

パナソニック　8x－7　JR九州
パナソニックが本戦出場　

### 第43回JABA東北大会
- 予選リーグAブロック

第1戦　JR東日本　2－0　日本製紙石巻
第2戦　トヨタ自動車　2－0　きらやか銀行
第3戦　日本製紙石巻　6－1　きらやか銀行
第4戦　JR東日本　5－2　トヨタ自動車
第5戦　きらやか銀行　5－3　JR東日本
第6戦　日本製紙石巻　4－3　トヨタ自動車
- 予選リーグBブロック

第1戦　七十七銀行　5－4　バイタルネット
第2戦　明治安田生命　4－3　室蘭シャークス
第3戦　七十七銀行　1－0　室蘭シャークス
第4戦　明治安田生命　2－0　バイタルネット
第5戦　明治安田生命　4－1　七十七銀行
第6戦　バイタルネット　5－4　室蘭シャークス
- 予選リーグCブロック

第1戦　JR東日本東北　6－0　信越硬式野球クラブ
第2戦　住友金属鹿島　7－0　TDK
第3戦　TDK　9－1　JR東日本東北
第4戦　住友金属鹿島　8－1　信越硬式野球クラブ
第5戦　TDK　8－7　信越硬式野球クラブ
第6戦　住友金属鹿島　12－5　JR東日本東北
- 準決勝

JR東日本　6－2　明治安田生命
住友金属鹿島　10－0　日本製紙石巻
- 決勝

住友金属鹿島　3－2　JR東日本
住友金属鹿島が本戦出場

### 第54回JABA北海道大会
- 予選リーグAブロック

第1戦　東邦ガス　8－3　七十七銀行
第2戦　NTT東日本　5－3　パナソニック
第3戦　NTT東日本　3－0　東邦ガス
第4戦　パナソニック　5－2　七十七銀行
第5戦　NTT東日本　5－0　七十七銀行
第6戦　パナソニック　3－2　東邦ガス
- 予選リーグBブロック

第1戦　Honda　3－1　TDK
第2戦　東芝　7－1　JR北海道
第3戦　JR北海道　1－0　TDK
第4戦　東芝　1－0　Honda
第5戦　Honda　4－1　JR北海道
第6戦　TDK　2－1　東芝
- 予選リーグCブロック

第1戦　王子製紙　2－0　富士重工業
第2戦　NTT西日本　2－1　JR東日本
第3戦　JR東日本　7－1　王子製紙
第4戦　NTT西日本　6－0　富士重工業
第5戦　王子製紙　5－2　NTT西日本
第6戦　JR東日本　4－1　富士重工業
- 準決勝

NTT東日本　4－3　東芝
JR東日本　5－4　Honda
- 決勝

JR東日本　5－2　NTT東日本
JR東日本が本戦出場

## 地区最終予選

### 北海道地区
- 代表決定リーグ戦

第1戦　室蘭シャークス　8－0　WEEDしらおい
第2戦　JR北海道　4－3　航空自衛隊千歳
第3戦　航空自衛隊千歳　3－0　室蘭シャークス
第4戦　JR北海道　4－0　WEEDしらおい
第5戦　航空自衛隊千歳　5－0　WEEDしらおい
第6戦　室蘭シャークス　1－0　JR北海道
（1位：航空自衛隊千歳（2勝1敗）、2位：室蘭シャークス（2勝1敗）、3位：JR北海道（2勝1敗）、4位：WEEDしらおい（3敗）＝1～3位は得失点率差で決定、1・2位は直接対戦で代表決定へ）
- 代表決定戦

航空自衛隊千歳　7－2　室蘭シャークス
航空自衛隊千歳が本戦出場

### 東北地区
- 1回戦

JR東日本東北　7－0　トヨタ自動車東日本
- 2回戦

TDK　3－0　JR東日本東北
七十七銀行　2－1　きらやか銀行
JR秋田　3－1　フェズント岩手
日本製紙石巻　17－0　JR盛岡
- 準決勝

七十七銀行　2－1　TDK
日本製紙石巻　1－0　JR秋田
- 代表決定戦

七十七銀行　3－0　日本製紙石巻
七十七銀行が本戦出場

### 北信越地区
- 予選リーグAブロック

第1戦　Hard Ball Club金沢　10－3　JR新潟
第2戦　フェデックス　5－0　Hard Ball Club金沢
第3戦　フェデックス　7－0　JR新潟
（1位：フェデックス（2勝）、2位：Hard Ball Club金沢（1勝1敗）、3位：JR新潟（2敗））
- 予選リーグBブロック

第1戦　バイタルネット　2－1　信越硬式野球クラブ
第2戦　信越硬式野球クラブ　4－0　伏木海陸運送
第3戦　バイタルネット　3－0　伏木海陸運送
（1位：バイタルネット（2勝）、2位：信越硬式野球クラブ（1勝1敗）、3位：伏木海陸運送（2敗））
- 準決勝

信越硬式野球クラブ　3－2　フェデックス
バイタルネット　7－0　Hard Ball Club金沢
- 代表決定戦

バイタルネット　7－2　信越硬式野球クラブ
バイタルネットが本戦出場

### 関東地区
- 1回戦

かずさマジック　11－3　JR水戸
三菱重工横浜　4－1　セガサミー
明治安田生命　21－2　JR千葉
富士重工業　5－1　日本ウェルネススポーツ専門学校
日本通運　2－1　NTT東日本
東芝　4－3　東京ガス
- 代表決定戦

かずさマジック　3－1　三菱重工横浜
鷺宮製作所　2－0　明治安田生命
日本通運　3－2　富士重工業
日立製作所　7－0　東芝
- 敗者復活1回戦

三菱重工横浜　3－2　明治安田生命
東芝　1－0　富士重工業
- 敗者復活代表決定戦

三菱重工横浜　4－3　東芝
かずさマジック、鷺宮製作所、日本通運、日立製作所、三菱重工横浜が本戦出場

### 東海地区
- 1回戦

ヤマハ　4－3　ジェイプロジェクト
王子製紙　7－0　日本プロスポーツ専門学校
東海REX　1－0　永和商事ウイング
- 2回戦

JR東海　2－1　ヤマハ
東海理化　3－1　王子製紙
三菱重工名古屋　2－1　Honda鈴鹿
三菱自動車岡崎　1－0　東海REX
- 敗者復活1回戦

王子製紙　1－0　ジェイプロジェクト
永和商事ウイング　5－4　Honda鈴鹿
東海REX　6－1　日本プロスポーツ専門学校
- 代表決定戦

JR東海　7－5　東海理化
三菱重工名古屋　2－0　三菱自動車岡崎
- 敗者復活2回戦

ヤマハ　9－5　王子製紙
東海REX　8－1　永和商事ウイング
- 敗者復活3回戦

ヤマハ　1－0　三菱自動車岡崎
東海REX　1－0　東海理化
- 敗者復活代表決定戦

東海REX　3－2　ヤマハ
JR東海、三菱重工名古屋、東海REXが本戦出場

### 近畿地区
- 1回戦

トータル阪神　5－2　島津製作所
履正社学園　12－5　甲賀健康医療専門学校
- 2回戦

日本新薬　3－2　日本生命
ニチダイ　（不戦勝）　大阪ガス
三菱重工神戸　6－1　トータル阪神
新日鉄広畑　10－0　履正社学園
- 敗者復活1回戦

島津製作所　（不戦勝）　大阪ガス
日本生命　7－0　甲賀健康医療専門学校
- 代表決定戦

日本新薬　2－1　三菱重工神戸
新日鉄広畑　8－1　ニチダイ
敗者復活2回戦
履正社学園　6－5　島津製作所
日本生命　9－0　トータル阪神
- 敗者復活3回戦

三菱重工神戸　12－1　履正社学園
日本生命　8－1　ニチダイ
- 敗者再復活1回戦

ニチダイ　3－0　履正社学園
- 敗者復活代表決定戦

日本生命　12－2　三菱重工神戸
- 敗者再復活代表決定戦

ニチダイ　8xー7　三菱重工神戸
日本新薬、新日鉄広畑、日本生命、ニチダイが本戦出場

### 中国地区
- 予選リーグAグループ

第1戦　三菱重工三原　2－0　光シーガルズ
第2戦　伯和ビクトリーズ　4－2　三菱自動車倉敷オーシャンズ
第3戦　伯和ビクトリーズ　4－3　光シーガルズ
第4戦　三菱自動車倉敷オーシャンズ　3－2　光シーガルズ
第5戦　伯和ビクトリーズ　2－0　三菱重工三原
第6戦　三菱重工三原　3－2　三菱自動車倉敷オーシャンズ
（1位：伯和ビクトリーズ（3勝）、2位：三菱重工三原（2勝1敗）、3位：三菱自動車倉敷オーシャンズ（1勝2敗）、4位：光シーガルズ（3敗））
- 予選リーグBグループ

第1戦　三菱重工広島　3－2　シティライト岡山
第2戦　ワイテック　3－1　シティライト岡山
第3戦　三菱重工広島　6－0　ツネイシ
第4戦　ツネイシ　3－1　ワイテック
第5戦　シティライト岡山　1－0　ツネイシ
第6戦　三菱重工広島　6－0　ワイテック
（1位：三菱重工広島（3勝）、2位：シティライト岡山（1勝2敗）、3位：ワイテック（1勝2敗）、4位：ツネイシ（1勝2敗）＝2～4位は得失点率差による）
- トーナメント1回戦

シティライト岡山　2－1　三菱重工三原
- 代表決定戦

三菱重工広島　7－1　伯和ビクトリーズ
伯和ビクトリーズ　8－0　シティライト岡山　（7回コールド）
三菱重工広島、伯和ビクトリーズが本戦出場

### 四国地区
- 代表決定対抗戦（3戦先勝）

第1戦　JR四国　6－0　四国銀行
第2戦　四国銀行　7－5　JR四国
第3戦　四国銀行　3－2　JR四国
第4戦　JR四国　4－3　四国銀行
第5戦　JR四国　7－4　四国銀行
四国銀行が本戦出場

### 九州地区
- 1回戦

エナジック　4－0　苅田ビクトリーズベースボールクラブ
新日鉄大分ベースボールクラブ　（不戦勝）　沖データ・コンピュータ教育学院
九州三菱自動車　5－1　九州総合スポーツカレッジ
三菱重工長崎　1－0　日本ウェルネススポーツ専門学校北九州
沖縄電力　6－2　西部ガス
熊本ゴールデンラークス　6－0　宮崎福祉医療カレッジ
JR九州　13－1　宮崎梅田学園
- 2回戦

Honda熊本　3－2　エナジック
九州三菱自動車　10－0　新日鉄大分ベースボールクラブ
三菱重工長崎　4－3　沖縄電力
JR九州　8－4　熊本ゴールデンラークス
- 準決勝

Honda熊本　4－2　九州三菱自動車
JR九州　6－1　三菱重工長崎
- 敗者復活1回戦

三菱重工長崎　2－0　九州三菱自動車
- 代表決定戦

JR九州　2－1　Honda熊本
- 敗者復活代表決定戦

Honda熊本　4x－3　三菱重工長崎
JR九州、Honda熊本が本戦出場